# محمد علی سمتر
محمد علی سمتر (سومالیایی: [Maxamed Cali Samatar] Error: {{Lang}}: متن دارای نشانه‌گذاری ایتالیک است (راهنما)؛ زاده ۱ ژانویه ۱۹۳۱ – درگذشته ۱۹ اوت ۲۰۱۶) یک سیاست‌مدار و سپهبد ارتش اهل کشور سومالی بود. او عضو ارشد شورای عالی انقلاب بود و هم‌چنین از ۱ فوریه ۱۹۸۷ تا ۳ سپتامبر ۱۹۹۰ نخست وزیری سومالی را به عهده داشت.